# Annupamaa
Annupamaa Krishnaswami (nacida el 2 de septiembre de 1967), conocida también como Anupamas. Es una cantante de playback o de reproducción india. Ella es conocida sobre por su famosa canción titulada, Chandralekha (Konjam Nilavu) de Thiruda Thiruda. Ella es también conocida por su voz especial, que se adapta a todo tipo de canciones electrónicas.

## Biografía
Annupamaa nació en Chennai, Tamil Nadu, India, el 2 de septiembre de 1967. Ella estudió y se formó en género muiscal de Carnatic a la edad de 4 años y comenzó a cantar en concursos escolares de la edad de 8 años. Ella estudió en la Escuela Secundaria Superior de San Antonio, de Nueva Delhi y obtuvo su título de licenciatura en inglés de Kamala Nehru College, Nueva Delhi en 1989. Se retiró del campo de la comunicación desde el prestigioso Instituto Indio en Nueva Delhi. Después de su pasión por convertirse en una cantante. Anupama está casada con J. Murali Krishnaswami, un director creativo de BBDO RK Swamy y reside en Mumbai.

## Canciones notables
| Canción                          | Álbum                       | Composición          |
| -------------------------------- | --------------------------- | -------------------- |
| Akhila Akhila                    | Nerukku Ner                 | Deva                 |
| Anbal Unnai                      | 3 Roses                     | Karthik Raja         |
| Antha Vennila                    | Sandhippoma                 | Vidyasagar           |
| Break the Rules                  | Boys                        | A. R. Rahman         |
| Chandralekha                     | Thiruda Thiruda / Chor Chor | A. R. Rahman         |
| Chinna Ponnu                     | Kashmir                     | Deva                 |
| Dil Se Re                        | Dil Se                      | A. R. Rahman         |
| Dus (female)                     | Dus                         | Shankar-Ehsaan-Loy   |
| Gulmohar Malare                  | Majunu                      | Harris Jeyaraj       |
| Hay Hay Ye Mazboori              | Haz Aur Shahadat (álbum)    | Khurshid Alam Qawwal |
| Hello Doctor                     | Kadhal Desam                | A. R. Rahman         |
| Hosima                           | Chocolate                   | Deva                 |
| Ichankaatule Muyal Onnu          | V.I.P                       | Ranjit Barot         |
| Ied Ka Din                       | Haz Aur Shahadat (álbum)    | Khurshid Alam Qawwal |
| If you wanna                     | New                         | A. R. Rahman         |
| Indiran Alle                     | V.I.P                       | Ranjit Barot         |
| I Wanna Be Free                  | Tehzeeb                     | A. R. Rahman         |
| Iyaiyo Kanava                    | Rangeela Tamil version      | A. R. Rahman         |
| Jaan Tum Ho Meri                 | Vishwavidhaata              | A. R. Rahman         |
| July Maddham Vanthal             | Pudhiya Mugam               | A. R. Rahman         |
| Kaatrodu Puyalai                 | Rishi                       | Yuvan Shankar Raja   |
| Kama Kama                        | Enakku 20 Unakku 18         | A. R. Rahman         |
| Kadhal Niagra                    | En Swasa Kaatre             | A. R. Rahman         |
| Kumuru Kumuru                    | Aanai                       | D. Imman             |
| Love Love                        | Ulavuthurai                 | Shah                 |
| Maara Maara                      | Kadhal Azhivathillai        | Vijaya T. Rajendar   |
| Mama Varalama                    | Sagiye                      | Pradeep Ravi         |
| Mercury Pookkal                  | Ratchagan                   | A. R. Rahman         |
| Mogama Thakama                   | Kama                        |                      |
| Nazrein Milaana Nazrein Churaana | Jaane Tu... Ya Jaane Na     | A. R. Rahman         |
| Pappu Can't Dance                | Jaane Tu... Ya Jaane Na     | A. R. Rahman         |
| Polladha Manmadha Baanam         | Hey Ram                     | Ilaiyaraaja          |
| Pooveukenna Pootu                | Bombay                      | A. R. Rahman         |
| Rahathulla                       | Ghajini                     | Harris Jeyaraj       |
| Salaam                           | Haz Aur Shahadat (álbum)    | Khurshid Alam Qawwal |
| Sandhipoma                       | Enakku 20 Unakku 18         | A. R. Rahman         |
| Sandhosha Kanneere               | Uyire                       | A. R. Rahman         |
| Sundara En Sundara               | Super Police                | A. R. Rahman         |
| Signore Signore                  | Kannathil Muthamittal       | A. R. Rahman         |
| Teri Jawani Mast Mast            | Tathastu                    | Vishal-Shekhar       |
| Thilothamma                      | Kadhal Mannan               | Bharathwaj           |
| Thithikkara Vayasu               | Thimiru                     | Yuvan Shankar Raja   |
| Thudikindra Kadhal               | Nerukku Ner                 | Deva                 |
| USA USA                          | Achchamundu! Achchamundu!   | Karthik Raja         |
| Yaa Rasool Khuda                 | Haz Aur Shahadat (álbum)    | Khurshid Alam Qawwal |
| Yeh Raat                         | Aks                         | Ranjit Barot         |